# Larger than Life
«Larger than Life» (en español: «Mayor que la vida») es una canción y segundo sencillo realizado por Backstreet Boys de su álbum de 1999, titulado Millenium, fue escrito por Brian Littrell y Max Martin, es principalmente un tributo a los fan del grupo. La canción batió el récord de la canción más tocada en el número 1 en el MTV Total Request Live. Se convirtió en una de las canciones más exitosas del grupo. 

## Lista de canciones
Estándar
1. «Larger than Life» [The Video Mix]
2. «Larger than Life» [The Video Mix - Instrumental]
3. «If You Knew What I Knew»

Caja de Cartón
1. «Larger than Life» [The Video Mix]
2. «Larger than Life» [Instrumental]

Inglaterra
1. «Larger than Life» [Video Mix]
2. «Larger than Life» [Eclipse's New Life Mix]
3. «If You Knew What I Knew»

Remixes Vinilo doble
1. «Larger than Life» [Keith Litman Club Mix]
2. «Larger than Life» [Jazzy Jim Bonus Beats]
3. «Larger than Life» [Extended Video Mix]
4. «Larger than Life» [Keith Litman Dub]
5. «Larger than Life» [Jazzy Jim Streetshow Mix]
6. «Larger than Life» [Jack D. Elliot Club Mix]
7. «Larger than Life» [Álbum Versión]
8. «Larger than Life» [Eclipse's New Life Mix]
9. «Larger than Life» [Madgroove Progressive Mix]